# 東亜病夫
東亜病夫（とうあびょうふ、拼音:Dōngyà bìngfū,Sick man of East Asia）または、 亜洲病夫(あしゅうびょうふ、pinyin: Yàzhōu bìngfū,Sick man of Asia) とは、清朝末期から1940年代までの中国及び中国人を指した言葉。「外国人は中国人のことを東亜病夫と呼んでいる」との言説で、自国の改革を国民らへ促すために用いられた。直訳すれば「東アジアの病人(アジアの病人)」という意味になる。下記のとおり、「～の病人」という表現はヨーロッパで使われている表現を用いて、清代に阿片で痩せ細った中国人と衰退しつつあった清を中国人自らが揶揄した自虐言葉が由来である。

## 由来
「～の病人(sick man of 〜)」という表現はヨーロッパではしばしば使われており、19世紀半ばにはロシア皇帝ニコライ1世が衰退しつつあったオスマン帝国を「(ヨーロッパの)病人」（sick man）と表現しており、この語は衰退するヨーロッパ諸国（英国病時代のイギリス、ドイツ再統一後や2023年前後のドイツ等）に対して使われることとなる。
上記のとおり「sick man」（中:病夫）という言葉自体は衰退しつつあった清とアヘンで痩せ細った中毒患者を清の知識人自らが「治療が必要な者」として揶揄したものであった。Deutsche Welleのインタビューを受けた台湾人によると、中国人(中華人民共和国民)は「sick man」（中:病夫）を、「西洋人たちが中国人を侮蔑する意味」と受け取るようになった。

## 欧米による用法
欧米のメディアが、文字どおりアジアで疲弊した国家を揶揄する際にも使われている（リーマンショック後の日本、フェルディナンド・マルコス及びロドリゴ・ドゥテルテ政権下でのフィリピン、新型コロナウイルス禍のインド）。
東亜病夫は当初「東方病夫」と呼ばれていた。最も初期の表現としては1863年1月5日付のデイリー・ニューズにて太平天国の乱に翻弄される清を「sick man」と揶揄しており、1895年には思想家である厳復が日清戦争に敗北した清をsick man（病夫）と自国民の立場から厳しく非難し、知識人層にこの言葉が広まっていった。
1896年には英字新聞であるノースチャイナデイリーニュースにて、清が世界の4つの衰えつつある巨大国家の1つ（後の3つはオスマン帝国、ペルシャ、モロッコ）として揶揄され、清の改革を目指す梁啓超や康有為等によりこの言葉がさらに広まった。
他にも外国人が中国に用いた際の例として、1936年のベルリンオリンピックに中国は140名からなる選手団を送った。30近い競技に参加したが、棒高跳で準決勝に進んだ選手以外はすべて初戦で敗退した。選手団の帰国途中、シンガポールに立ち寄った際、現地の新聞が外国の風刺漫画を取り上げた。その漫画のテーマが「東亜病夫」である。風刺漫画には五輪旗（オリンピックの旗）の下で、担架で大きなガチョウの卵を担いだ中国人が描かれていた（英語圏ではガチョウの卵の形状から、0点を「ガチョウの卵」（goose egg）と表現する）。北京オリンピックを開催し、そこで金メダル数で上位3位以内維持国となった際には、中国共産党中央直属の中国外文出版発行事業局「チャイナネット」（中国網）は「もはや東亜病夫の時代ではなくなった」ものの、日本には凌駕されており、懸念があると報じている。
1974年日本公開のブルース・リー主演映画、『ドラゴン怒りの鉄拳』の劇中でも使われている言葉であり、主人公である陳真は「東亜病夫」と書かれた看板を破壊している。
2020年2月3日付で掲載されたウォールストリートジャーナルの中国政府の新型コロナウイルス対策を揶揄する記事（中国は真の東亜病夫である）について、中華人民共和国外交部は「新型コロナウイルスに対する中国の努力を嘲笑している。加えて人種差別を喚起するこのような記事は中国人民と国際社会の怒りと非難を引き起こすものである。」として３人の記者に取材許可証を交付せず、国外追放する措置を講じている。